# Морски бой при Балчик (1916)
Морският бой край черноморския бряг на гр. Балчик на 13 декември 1916 г. е продължило около 1,5 часа сражение между отряд кораби от Черноморския флот на Руската империя и комбинирани български сили, съставени от брегова и полева артилерия, авиация и флот.
Руският отряд успява да изпълни бойната си задача, като подлага на артилерийски обстрел и разрушава пристанището на Балчик и мелницата на „Анонимно индустриално дружество“ – обекти важни за логистиката на българската армия в Добруджа. При бомбардировката са убити 4 и ранени 5 цивилни лица от българска страна и са нанесени тежки материални щети на граждански обекти в Балчик. Българските сили полагат максимални усилия да противостоят, но поради по-ниските тактико-технически характеристики на въоръжението си не успяват да попречат на противника да изпълни задачата си и да се изтегли на собствен ход, без да понесе сериозни щети. Поради агресорската роля на Имперска Русия, която не се вписва в идеологическата догма за „братските“ отношения със Съветския съюз и Румъния по време на тоталитарния режим на БКП в България (1944 – 1989), инцидентът е обект на цензура, като е изследван съвсем бегло и мимоходом.

## Предистория
На 1 септември 1916 г. България обявява война на Румъния и се открива т. нар. Северен или Добруджански фронт. Румъния предварително договаря с т.нар. Букурещки договор от 27 август 1916 г. военна подкрепа от Русия, като условие за присъединяване към Съглашението. Още в края на август отряд кораби от руския черноморски флот се базира в Кюстенджа (дн. Констанца), за да защитава румънското крайбрежие и да извършва разузнаване и бойни операции срещу българското черноморско крайбрежие. Руските бойни кораби се включват активно във военните действия на румънските, руските и сръбските сухопътни части, като оказват артилерийска подкрепа на левия фланг за периода 20 септември – 15 октомври 1916 г. и обстрелват българските войски, разположени южно от Тузла. В подкрепа на левия фланг на руско-румънската армия на 21 и 22 октомври, когато III българска армия преследва разбитите противникови части, участва руският линеен кораб „Ростислав“, който с мощната си артилерия от четири 254-mm и осем 152-mm оръдия противодейства на завладяването на крайбрежния район и Кюстенджа.
След предварително разузнаване и бомбардиране с водосамолети позициите на румънските войски в гр. Балчик, на 5 септември 1916 г. български миноносци стоварват морски десант. В резултат на предизвиканата паника от бомбардировките и от десанта, румънските части напускат града и Балчик е овладян без бой. Установяват се големи запаси от храни и горива, което от военна гледна точка благоприятства настъпателните действия на българската войска. От особена важност е най-голямата българска мелница, построена за 1 година от българското „Анонимно индустриално дружество“ и работеща от юни 1910 г. Като отчита важността на складовете за жито в Балчик и Каварна и възможността с тези храни да се изхранва Трета българска армия, руското командване предприема нападение на 7 септември 1916 г. сутринта с ескадрените миноносци „Быстрый“ и „Громкий“ (и двата клас „Новик“). Корабите бомбардират пристанищни съоръжения, мелницата и унищожават товарен кораб за превоз на бензин. Високоскоростните миноносци само за 8 мин. заемат огнева позиция срещу Каварна, където извършват артилерийско нападение срещу житните магазии и града. На 9 септември 1916 г. сутринта отново 2 миноносеца обстрелват Балчик.
Българското военното командване, като отчита, че липсата на артилерийска брегова отбрана може да има тежки последици за града и региона, в края на октомври 1916 г. открива огнева позиция в Балчик с преместването на 2-оръдейна морска батарея от Варна под командването на капитан Георги Радков.
След превземането на Кюстенджа от българската войска, руският флот се пребазира във военноморската база в Севастопол. На 6 декември 1916 г. е превзета столицата на Румъния Букурещ и това е отпразнувано с тържествен марш на победителите – български, германски и турски войски.
На 12 декември 1916 г. държавите от 4-рния съюз правят официално предложение за спиране на войната и възстановяване на мира в Европа. В 11 ч. на 12 декември 1916 г. министър-председателят Васил Радославов връчва колективна нота на чуждестранните дипломатически представители, а след това тази декларация е прочетена в Народното събрание. Словото е посрещнато с продължителни ръкопляскания. Въпреки това, на следващия ден се провежда третата разрушителна бомбардировка на град Балчик, която е военна операция без каквото и да е тактическо или стратегическо военно значение, тъй като на Добруджанския фронт след разгромяващите победоносни действия на българската войска практически не се водят военни действия.

## Участници в морския бой
От руска страна участва отряд бойни кораби с флагмански кораб крайцера „Память Меркурия“ и ескадрените миноносци „Громкий“ и „Счастливый“.
- „Память Меркурия“ има водоизместимост 7428 t и е с дължина 134,1 m, ширина 16,6 m и газене 6,3 m. С двигатели от 20 370 к.с. развива максимална скорост 23,45 възела в час (около 43 km/h). Броневата защита е бронирана палуба дебела 35 – 70 mm, броня на кулите: 90 – 125 mm, а на казематите по борда бронята е от 20 до 80 mm, на бойната рубка: 140 mm. Общо тегло на бронята е 765 t (11,4 %) от водоизместимостта. Въоръжението е съставено общо от 30 оръдия.

- главен калибър 16 бр. – 152 mm;
- 4 бр. -75 mm; 8 бр. – 47 mm; 2 бр. -37 mm; 2 бр. 7,62 mm картечници;
- 4 бр. 381 mm торпедни апарата;
- екипаж 30 офицери и 550 души ниски чинове.
Разположението на оръдията позволява на 10 от главния калибър да обстрелват едновременно една цел. Максималната далекобойност е ок. 18 km, а прицелната ок 9,8 km и техническа скорострелност от 6 изстрела в минута. Теглото на снаряда е 51 kg. За времето си е един от най-сполучливите крайцери в света.
- „Громкий“ и „Счастливый“ са ескадрени миноносци от клас „Новик“, постъпили на въоръжение в черноморския флот през април 1916 г. и са първите кораби в руския флот, задвижвани с парни турбини. Имат водоизместимост от 1100 t. Дължината им е 98 m, ширината 9,4 m, газене 3,4 m. Имат по пет котли „Яроу“ и две парни турбини с мощност 24 – 25 000 к.с. Скоростта им е 30 – 32 възела. Носят по 390 t мазут и практически не се нуждаят от презареждане с гориво при операции в черноморския регион. Въоръжението се състои от:

- главен калибър 3 бр. оръдия 102 mm;
- зенитни оръдия 2 бр. – 47 mm(мод. 1916);
- картечници 4 бр. 7,62 mm;
- 5 бр. двутръбни торпедни апарата по 456 mm.
- екипаж 7/104 души.
От българска страна в боя участва брегова двуоръдейна батарея, 3 водосамолета и подводница.
- Бреговата батарея, наричана „Света Троица“, е преместена от Варна и стационирана на 29 октомври 1916 г., като с това се открива огнева позиция на 2 km източно от Балчик. Оръдията са 2 бр. с калибър 100 mm тип Д-50 морски оръдия, произведени от френската фирма „Шнайдер“ с далекобойност 8 km, скорострелност 1 изстрел на минута и тегло на снаряда 22 kg. Личен състав на батареята – 37 души с командир кап. Георги Радков.
- Западно от Балчик в огнева позиция е поставен артилерийски взвод с 2 бр. 87-mm полеви оръдия, производство на „Круп“, със скорострелност 2 – 3 изстрела в минута, тегло на снаряда 7 kg и далекобойност 5 km. Макар по време на боя да са стреляли (според справка от Централния военноморски музей в Санкт Петербург), тяхното участие е неефективно с големи недолети до целта, т.к. руските кораби са на 5200 m от брега. Тяхното участие е опит да привлекат вниманието на противника и така да подпомогнат по-мощната 100 mm батарея.
- Водосамолетите (немски хидроплани Фридрисхафен (Friedrichshafen FF.33) са базирани във Варна. Участват три от общо девет, с които разполага българският флот.
- В боя участва и единствената българска подводница UB-18. Подводницата е въоръжена с 2 торпедни апарата, носи 4 бр. торпеда 450 mm, картечница и 37 mm оръдие.

Така за отразяване на вражеското нападение се включват 2,8% от силите на артилерийската брегова охрана, 33% от наличната морска авиация и единствената българска подводница.

## Съотношение на силите
„Память Меркурия“ има съществено предимство пред отбранителната позиция на бреговата артилерия. По далекобойност на оръдията от главния калибър, корабът може да води бой от разстояние по-голямо от 8 km. По огнева производителност за минута артилерията само от главния калибър на руския крайцер превъзхожда бреговата ни артилерия 70 пъти (3 036 kg снаряди срещу 44 kg на бреговата артилерия).
От друга страна снарядите на българските оръдия не са в състояние да потопят крайцера, поради мощната бронева защита. Благодарение на бързите действия на артилеристите е постигната бойна скорострелност от 40 секунди за изстрел. По време на боя батареята изстрелва 186 снаряда, като в бойния дневник е отбелязано, че руският крайцер е улучен от 4 – 5 снаряда. Руските изследвания не дават оценка, снарядите да са нанесли сериозни повреди, вследствие на точните попадения. В наши архивни източници се отбелязва, че по донесение от страничен наблюдател, едно от последните попадения е предизвикало взрив в кърмата на крайцера. При оттеглянето си „Память Меркурия“ започва да изтегля вода с помпи от 4 – 5 отсека на двата борда за ликвидиране на последиците от взрива.
По време на нападението български и германски морски летци провеждат три въздушни атаки, насочени основно срещу крайцера „Память Меркурия“. При всяка атака има по едно точно попадение на авиационна бомба. Бомбите са българско производство с тегло 20 kg, конструирани от авиатора Симеон Петров. Подобни бомби не могат да нанесат тежки поражения в корабите със силна бронева защита, но нанасят загуби на флотския екипаж. По време на нападението водосамолетите са обстрелвани с артилерийски и картечен огън. Има преки попадения в крилата и фюзелажите на самолетите, но не са дадени жертви от екипажите.
Макар и късно пристигнала в района, подводницата представлява опасност за провеждане на торпедна атака. Това принуждава командването на корабите да вземе решение за обстрел на морето и за по-бързото им оттегляне.

## Тактика и развой на морския бой
В морския бой срещу Балчик неприятелят използва внезапността и затова заема огнева позиция срещу града рано сутринта. За разлика от предишните два обстрела, руските бойни кораби са забелязани в 7 часа от бреговия пост на нос Калиакра. Известява се българското военноморско командване и не се постига 100% скритост. Въпреки това неприятелят разполага със свобода на избор за действие, избор на курсовия ъгъл за артилерийска стрелба, така че да може максимално добре да реализира поставената задача. За бомбардирането на града в килватерен строй корабите се доближават на разстояние от 5,2 km от брега. За тях градът е добра артилерийска цел – гъсто застроен, амфитеатрално разположен, където всеки изстрелян снаряд ще доведе до разрушения.
В бойния дневник на 100 mm батарея е записано, че в 8 часа и 23 минути крайцерът открива залпов огън от десния борд по Балчик. Бреговата батарея открива огън по челния ескадрен миноносец в 8 часа и 25 минути на дистанция 5200 m, след което миноносецът се отдалечава на пълен ход и повече не се появява. Батареята пренася огъня си върху крайцера и води с прекъсване артилерийски двубой с него до 9 часа и 50 минути, когато противника се отдалечава към нос Калиакра. В руски източници е записано, че крайцерът преустановява стрелбата си в 9 часа и 45 минути. Водосамолетната станция обявява тревога в 7 часа и 45 минути. Срещу корабите излитат три самолета, управлявани от два немски и един български екипаж.
На инициативата и разгръщането на руските кораби сериозно е противодействано от отбраняващата се българска страна. Бреговата артилерия с точността на стрелбата си не позволява разгръщане на корабите и заемане на удобна позиция за обстрел. Налага се те непрекъснато да маневрират, което затруднява стационарната брегова артилерия. Но в това противоборство крайцерът и миноносците са по-големи цели, отколкото малката брегова артилерийска батарея и това е предимство за отбраняващата се страна. Друго основно преимущество за българската страна е бомбардирането от въздуха на отряда бойни кораби от водосамолети, което може да се приеме като неочаквано за нападателя и успешно за летците. Участието на единствената българска подводница UB-18 е важен момент от координирането на действията срещу корабите. Макар подводницата да се е появила сравнително късно – около 10 часа в региона на балчишкия залив, когато неприятелят вече се оттеглял, корабните екипажи застрашени от торпедна атака са следели приближаването ѝ и ескадрените миноносци заети със защитата си, са обстрелвали морето, за да не я допуснат близо до корабите.
Боят при Балчик през декември 1916 г. е най-дългият по времетраене пряк военен сблъсък между български и неприятелски сили по черноморското крайбрежие, като е единственият морски бой с българско участие в рамките на принадлежащото ни днес крайбрежие. При крайно неблагоприятно съотношение на силите, координацията на действията и проявеният героизъм на участниците, превръщат отбранителния бой в централно събитие в историята на българския военноморски флот. В съвременни руски публикации се отбелязва, че българската брегова артилерия и морска авиация противодействат умело на атакуващите кораби. Има и други противопоставяния по време на Първата световна война край Варна, Кюстенджа и в Беломорието, но те са по-краткотрайни и със значително по-малки поражения и за двете страни.
Съвместният отбранителен морски бой е по-висша форма на военно стълкновение в сравнение с торпедната морска атака срещу турския крайцер „Хамидие (бронепалубен крайцер)“. Докато при атаката срещу турския крайцер участват еднородни тактически бойни средства – миноносци (торпедни катери), в отразяването на неприятелския удар срещу Балчик участват разнородни сили в т.ч. нова бойна техника – водосамолети. В тактическо отношение това е значително по-сложно и е по-висока степен на военноморско изкуство.

## Резултати
Балчик е разположен амфитеатрално върху площ от 1120 da във валог, отворен към морето. За час и половина бомбардировка върху тази площ се изстрелват 80 тона снаряди. Разрушителният ефект е голям, поради гъстото градско застрояване и то от паянтови и полумасивни сгради. Поетесата Дора Габе, която посещава града един месец по-късно, обрисува тягостната атмосфера и сравнява Балчик с мъртъв град-гробище. Подобно е описанието и на друг свидетел – писателя Стилиян Чилингиров.
Задачата на артилерийската батарея е да защитава Балчик. На руското нападение се противодейства с максимален по темп огън на бреговата артилерия, въздушните атаки от летците на водосамолетната станция и заплахата от торпилиране от българската подводница, т.е. осъществено е добро тактическо взаимодействие. При това в проведения морски бой от българската страна няма поражения в жива сила и военна техника. При неприятелското нападение и бомбардировка са убити 4 и ранени 5 жители на Балчик. Финансовите измерения на щетите са много големи и те включват не само унищожаването на мелницата на Анонимното индустриално дружество, но и унищожаването на голяма част от сградния фонд на града.
След морският бой при Балчик противникът преустановява артилерийските удари срещу Балчик и Каварна.

## Външнополитическата репутация на Русия
Проведената военна операция не е тактически или стратегически ход, а наказателна мярка, породена от безсилието за водене на успешни военни действия срещу България. При това този акт се провежда, след като на 12 декември 1916 г. държавите от 4-рния съюз едностранно са направили официално предложение за спиране на войната и възстановяване на мира в Европа и е връчена колективна нота на чуждестранните дипломатически представители. Русия излиза с официално комюнике, в което оправдава действията си в тази тилова зона, като изтъква, че основната цел е да се разрушат българската мелница, складовете и пристанището. Според комюникето, това е предизвикано от военна целесъобразност, като се унищожават обекти, обезпечаващи продоволствието на армията. С този документ се цели да се прикрие истината, че тези обекти са разрушени още през септември, както и това, че бомбардировката и разрушаването на града е наказателна мярка, предизвикана от широкото обществено недоволство в Русия от поражението на Добруджанския фронт, поради неуспешните военни действия срещу България. С този документ се цели да се изключи всякаква аргументирана юридическа реакция от българска страна.

## Отклик в България
Макар Балчик да е освободен от България през септември 1916 г., съгласно Букурещкия мирен договор от 28 юли 1913 г. Южна Добруджа юридически принадлежи на Румъния. Поради тази причина българското правителство не може да изрази официален протест или да използва като инструмент международното право и да осъди този акт на Русия. Не е създадена и анкетна комисия, която да разгледа случая обстойно.
По време на тоталитарното комунистическо управление в България, заради „братските“ отношения със СССР и Румъния, историческите факти от времето на Първата световна война са манипулирани или премълчавани. Участието на България във войната срещу Румъния, Русия и Сърбия на Северния фронт (Добруджанския фронт) не са изследвани, нямат популярността, която заслужават и са бяло петно във военната история на България.